# 24753 Fujikake
24753 Fujikake è un asteroide della fascia principale. Scoperto nel 1992, presenta un'orbita caratterizzata da un semiasse maggiore pari a 2,3183902 au e da un'eccentricità di 0,2265336, inclinata di 3,24031° rispetto all'eclittica.